# Tectaria trimenii
Tectaria trimenii là một loài dương xỉ thuộc họ Tectariaceae. Loài này được C.Chr. mô tả khoa học đầu tiên năm 1883.